# Josef Dočekal
Josef Dočekal (13. července 1916 Letovice – 2007) byl český vysokoškolský pedagog, děkan Pedagogické fakulty Masarykovy univerzity. Zabýval se historií se specializací na dějiny KSČ a také se věnoval dějinám dělnického hnutí a dělnické tělovýchově ve 20. letech minulého století.

## Život
Habilitoval se na Pedagogické fakulty MU v roce 1964, profesorem v oboru dějiny KSČ byl jmenován v roce 1972. V letech 1970 až 1976 byl děkanem PdF UJEP. Později působil na Ústavu marxismu-leninismu UJEP. 
V červnu 1986 mu byl propůjčen Řád Vítězného února.